# Gheorghe Stere
Gheorghe Stere (n.  ?) a fost un om politic român, care a îndeplinit funcția de membru (vicepreședinte) al Prezidiumului Republicii Populare Române (30 decembrie 1947 - 13 aprilie 1948). Gheorghe Stere a fost președintele Curții Supreme de Justiție în perioada 1.4.1949 - 24.1.1953. 

## Distincții
- Medalia „40 de ani de la înființarea Partidului Comunist din Romînia” (6 mai 1961) „pentru activitate îndelungată în mișcarea muncitorească și merite în opera de construire a socialismului”[2]
- Ordinul „23 August” clasa a IV-a (6 mai 1961) „cu prilejul celei de-a 40-a aniversări de la înființarea Partidului Comunist din Romînia, pentru îndelungată activitate în mișcarea muncitorească, pentru merite deosebite în opera de construire a socialismului”[3]
- Ordinul „Steaua Republicii Socialiste România” clasa a II-a (25 decembrie 1967) „pentru merite deosebite în opera de construire a socialismului, cu prilejul celei de-a XX-a aniversări a proclamării Republicii”[4]